# Oreophryne mertoni
Espèce
Synonymes
- Sphenophryne mertoni Roux, 1910

Oreophryne mertoni est une espèce d'amphibiens de la famille des Microhylidae.

## Répartition
Cette espèce est endémique de l'île de Wokam dans l'archipel des Îles Aru en Indonésie.

## Étymologie
Son nom d'espèce lui a été donné en l'honneur d'Hugo Merton (1879-1940), zoologiste allemand.

## Publication originale
- Roux, 1910 : Reptilien und Amphibien der Aru- und Kei-Inseln. Abhandlungen Der Senckenbergischen Naturforschenden Gesellschaft, vol. 33, p. 211-247 (texte intégral).